# Rappitsch
Rappitsch je naselje v Občini Osoje v Okraju Trg na Koroškem v Avstriji.